# 芋包
芋包是闽北和闽南地区常见的传统美食。每年春节来临之际，在福建厦门和三明等地，家家户户都会做芋包以庆祝新春佳节。根据地区不同，有厦门芋包、永安芋包、安溪芋包等。

## 特点
芋包以其特色的芋头皮内包裹馅料而得名，煮熟后的芋包外皮滑弹有嚼劲，馅料鲜香脆爽。

## 配料成份
- 芋头
- 糯米粉
- 纯净水
- 猪肉
- 豆腐
- 笋干
- 香菇
- 葱
- 油
- 盐